# Michael Schnelle
Michael Schnelle (* 1949 in Hannover) ist ein deutscher Reiseverkehrskaufmann und Autor.

## Leben
Michael Schnelle wurde 1949 im hannoverschen Stadtteil Döhren geboren wuchs dort in der frühen Nachkriegszeit auf. Später veröffentlichte er – neben zahlreichen anderen Publikationen unter anderem über Norddeutschland – mit seiner im Wartberg Verlag erschienenen Schrift Aufgewachsen in Hannover – eine illustrierte „authentische Reise durch die Kindheit und Jugend in Hannover während der 40er und 50er Jahre“.

## Schriften (Auswahl)
- Kleiner Führer durch das Antholzer Tal. Mit Hüttenwegen, Übergängen und Gipfelanstiegen in die Rieserferner-Gruppe und in den Deferegger Bergen, 1. Auflage, München: Bergverlag Rother, 1978, ISBN 978-3-7633-3354-7 und ISBN 3-7633-3354-1
- Kleiner Führer durch die Eggentaler Berge und Latemargruppe. Wanderungen, Hüttenanstiege, Übergänge und Gipfeltouren, 1. Auflage, München: Bergverlag Rother, 1979, ISBN 978-3-7633-3323-3 und ISBN 3-7633-3323-1
- Aufgewachsen in Hannover. Die 40er & 50er Jahre, 1. Auflage, Gudensberg-Gleichen: Wartberg-Verlag, 2008, ISBN 978-3-8313-1835-3
- Rund um Hannover. 21 Ausflüge zwischen Aller, Leine und Weser, 1. Auflage, Erfurt: Sutton, 2016, ISBN 978-3-95400-586-4 und ISBN 3-95400-586-7; Inhaltstext und Inhaltsverzeichnis
- Goslar, 1. Auflage, Halle (Saale): Mitteldeutscher Verlag, 2017, ISBN 978-3-95462-810-0 und ISBN 3-95462-810-4; Inhaltsverzeichnis
- Celle. Halle (Saale): Mitteldeutscher Verlag, 2018, ISBN 978-3-95462-645-8.